# 호쿠리쿠 전력
호쿠리쿠 전력 주식회사(일본어: 北陸電力株式会社 호쿠리쿠 덴료쿠[*])은 호쿠리쿠 지방을 주요 영업 지역으로 하는 전력 회사이다. 영업 지역 내에서 호쿠덴(北電)의 약어를 사용하고 있지만, 지역 외에서는 홋카이도 전력과의 구별을 위해 리쿠덴(陸電)을 사용한다.

## 개요
호쿠리쿠 지방은 주부 산악 지대에 접한 지리 조건에 의해서 수력 발전 개발이 전쟁 전부터 활발하며, 유력한 지방 전력 회사가 많이 존재하고 전력의 값싼 대량 공급을 실시함으로써 지역 내에 전기 제련 등의 전력 다소비형 산업의 발달을 촉구하고 온 역사가 있다.
이 때문에 전쟁 전후 전력 통제 속에서도 지방 전력 블록으로 독립적 지위를 유지하고 또 1951년 전기 사업 재편 시에 있어서도, 호쿠리쿠 전력은 다른 블록에서 독립한 기업으로서 성립할 수 있었다.

## 발전 설비
총 142개, 806만 688 kW (2013년 1월 기준)

### 수력 발전소
128개, 190만 5,000 kW

### 화력 발전소
6개, 440만 288 kW

### 원자력 발전소
1개, 174만 6,000 kW

### 신에너지 발전소
7개, 9,400 kW (관련 회사 경영의 발전소 제외)

## 같이 보기
- 일본의 원자력 발전